# Reighardiida
Reighardiida is een orde van kreeftachtigen uit de klasse van de Ichthyostraca.

## Familie
- Reighardiidae Heymons, 1926